# Hildesheim
Hildesheim (vzhodopfalško Hilmessen) je mesto v Spodnji Saški v Nemčiji s 103.804 prebivalci. Leži v okrožju Hildesheim, približno 30 km jugovzhodno od Hannovra na bregovih reke Innerste, majhnega pritoka reke Leine. Hildesheim je s  stolnico in  cerkvijo svetega Mihaela leta 1985 postal del Unescove svetovne dediščine.

## Zgodovina
Severno od Hildesheima, na severnem robu Harsuma, so odkrili eno najstarejših kmečkih naselij v severni Nemčiji. Poleti 2017 se je začelo izkopavanje, v katerem je prišlo do odkritja petih najstarejših hiš na visokem 78,5 m hribu iz obdobja  kulture linearne trakaste keramike starih okoli 5700 pr. n. št.. Hiše velikosti 30 krat 9 metrov so usmerjene severozahod in jugovzhod in tvorijo polkrožno naselbino, ki je bila odprta proti jugu. 
Na točki, kjer je zahodno-vzhodna trgovska pot Hellweg (zdaj Zvezna cesta št. 1) prečkala Innerste, je verjetno obstajalo v predfrankovskih časih, naselje in svetišče.
Hildesheim, eno najstarejših mest v severni Nemčiji, je leta 815 postal sedež Hildesheimske škofije in je bil ustanovljen, ko se je škof preselil iz Elza v Innerste, ki je bil pomemben trg na trgovski poti Hellweg. Naselje okrog stolnice se je zelo hitro razvilo v mesto, ki mu je leta 983 kralj Oton III. podelil tržne pravice . Prvotno je trg potekal v ulici imenovani Alter Markt, ki še danes obstaja. Prvi trg je bil postavljen okoli cerkve svetega Andreja. Ko se je mesto povečalo, je postala potreba po večji tržnici. Sedanje trg Hildesheima je bil postavljen v začetku 13. stoletja, ko je mesto imelo okoli 5000 prebivalcev. Ko je leta 1249 dobilo status mesta, je bilo to eno največjih mest v severni Nemčiji. Štiri stoletja je duhovništvo vladalo Hildesheimu, preden je bila zgrajena mestna hiša in so državljani dobili nekaj vpliva in neodvisnosti. Gradnja sedanje mestne hiše se je začela leta 1268 . Leta 1367 je Hildesheim postal član Hanzeatske lige. Vojna med državljani in njihovim škofom se je bila v letih 1519–23. Hildesheim je leta 1542 postal luteranski, v imperialnih (katoliških) rokah pa je ostala le stolnica in nekaj drugih zgradb. Nekaj vasic po mestu je ostalo katoliških. Leta 1813, po napoleonskih vojnah, je mesto postalo del kraljestva Hannover, ki ga je po avstrijsko-pruski vojni leta 1866 priključila Kraljevina Prusija kot provinco. Leta 1868 so pruski vojaki odkrili zelo dragocen Hildesheimski zaklad, približno 70 rimskih srebrnih posod za hrano in pijačo
Mesto je bilo močno poškodovano zaradi zračnih napadov leta 1945, zlasti 22. marca. Čeprav ni bilo vojaško pomembno, je bilo dva meseca pred koncem vojne v Evropi, zgodovinsko mesto bombardirano kot del direktive o bombnem napadu na območje, da bi spodkopalo moralo nemškega ljudstva. 28,5% hiš je bilo popolnoma uničenih, 44,7% poškodovanih. Center, ki je do takrat ohranil srednjeveški značaj, je bil skoraj zravnan. Kot v mnogih mestih je bila prednost dana hitri gradnji zelo potrebnih stanovanj, betonske konstrukcije pa so zavzele mesto uničenih stavb. Večina večjih cerkva, od katerih sta dve zdaj Unescovem seznamu svetovne dediščine, sta bili kmalu po vojni obnovljeni v prvotnem slogu. Med vojno so bili dragoceni predmeti svetovne dediščine skriti v kleti mestnega obzidja. 
Leta 1978 je bila ustanovljena Univerza v Hildesheimu. 
V osemdesetih letih se je začela rekonstrukcija zgodovinskega središča. Nekatere neprivlačne betonske stavbe okoli trga so bile porušene in zamenjane z replikami prvotnih zgradb. Jeseni leta 2007 je bila sprejeta odločitev za rekonstrukcijo Umgestülpter Zuckerhut ('narobe obrnjena sladkorna štruca'), ikona pollesene hiše, ki je znana po svoji nenavadni obliki. 
Leta 2015 je mesto praznovalo 1200 letnico z dnevom Spodnje Saške.

## Geografija
Hildesheim leži na meji Innerstebergland in Hildesheimer Börde predvsem na desnem bregu reke Innerste, vzhodnega pritoka Leine. Mesto je tudi severno od gozda Hildesheimerjevega gozda in zahodno-severozahodno od grebena Vorholz. Na severozahodnem obrobju meji na hribovje Giesen.
Meje mesta Hildesheim segajo na severu in vzhodu do manj kot 15 km do Hannovra (Bockmerholz) in Salzgitterja (Osterlinde) in do manj kot 30 km do mestne meje Braunschweig (Ellernbruch). Razdalje do naslednjih večjih mest na jugu in zahodu ležijo v obsegu 50-100 km (Göttingen na jugu Spodnje Saške ter Paderborn in Bielefeld v Severnem Porenju-Vestfaliji).

### Naravni rezervati
Na mestnem območju je sedem naravnih rezervatov: Am roten Steine, Finkenberg/Lerchenberg, Gallberg, Giesener Teiche, Haseder Busch, Lange Dreisch und Osterberg und Mastberg und Innersteaue. 

### Sosednje občine
Naslednje občine mejijo na mesto Hildesheim. V smeri urinega kazalca na severu in vsi pripadajo okrožju Hildesheim: Harsum, Schellerten, Bad Salzdetfurth, Diekholzen, Despetal in Betheln (skupna občina Gronau (Leine)), Nordstemmen in Giesen.

### Prebivalstvo
1. marca 1974 je prebivalstvo v okviru teritorialne reforme v Spodnji Saški preseglo mejo 100.000, zaradi česar je Hildesheim postal glavno mesto. Istočasno je prebivalstvo doseglo zgodovinsko višino 107.629 prebivalcev. V skladu s posodobitvijo statističnega urada zvezne države Spodnje Saške (od marca 2008 LSKN) je konec septembra 2005 živelo 102.654 ljudi z glavnim prebivališčem v mestu. Z nekaj manj kot 100.000 prebivalci v popisu EU 2011 je Hildesheim leta 2013 izgubil status mesta.  31. decembra 2014 je mestna uprava navedla 103.634 prebivalcev s primarnim ali sekundarnim prebivališčem v Hildesheimu.

## Religija
Leta 1542 je večina prebivalcev postala luteranov. Danes se 28,5% prebivalcev opredeli kot rimoskokatoliki (Hildesheimska škofija) in 38,3% kot protestanti (Evangeličanska luteranska cerkev v Hannovru). 33,0% prebivalcev je pripadnikov drugih religij ali sploh ni vernih. Srbski pravoslavni škof iz Frankfurta in vsa Nemčija ima sedež v Himmelsthür (v Hildesheimu).

## Znamenitosti
- Zgodovinski trg (Marktplatz) je bil obnovljen leta 1984–1990 po njegovem uničenju v zračnem napadu marca 1945. Pomembnejše stavbe na trgu so:
  - Knochenhaueramtshaus (cehovska hiša mesarjev), prvotno zgrajena leta 1529 in uničena leta 1945, je bila obnovljena od 1987 do 1989 po prvotnih načrtih. Pročelje je razkošno okrašeno s pisanimi slikami in nemškimi pregovori. Danes je v stavbi restavracija in Mestni muzej.
  - Bäckeramtshaus (cehovska hiša pekov) je pollesena hiša, ki je bila prvotno zgrajena leta 1825. Uničena je bila leta 1945 in obnovljena 1987-89. Danes je v njej kavarna.
  - Mestna hiša, zgrajena v 13. stoletju v gotskem slogu. Delno uničena leta 1945, je bila obnovljena in odprta leta 1954.
  - Tempelhaus, poznogotska patricijska hiša iz 14. stoletja, v kateri je danes turistična informacijska pisarna. Med drugo svetovno vojno je utrpela nekaj škode, vendar je bila obnovljena in odprta leta 1950.
  - Wedekindhaus, patricijska hiša iz 16. stoletja je značilna po visokih, bogato izrezljanih nadstropjih, vključno z njihovimi policami z upodobitvami alegoričnih figur.
  - Lüntzelhaus je bil zgrajen leta 1755 v baročnem slogu.
  - Rolandhaus je bila prvotno zgrajena v 14. stoletju v gotskem slogu. Leta 1730 so preuredili hišo in dodali baročni portal in velik obok.
  - Stadtschänke (Mestna gostilna) je velika pollesena hiša, ki je bila prvotno zgrajena leta 1666. Manjša sosednja Rococcohaus je bila zgrajena leta 1730 v slogu rokokoja.
  - Wollenwebergildehaus (cehovska hiša tkalcev) je bila zgrajena približno leta 1600
- Romanska stolnica svete Marije (Hildesheimska stolnica) s starimi bronastimi vrati (Bernwardova vrata) (ok. 1015) in drugimi zakladi. Stolnica je bila zgrajena v 9. stoletju, vendar je bila skoraj popolnoma uničena leta 1945; rekonstruirana je bila kmalu po vojni. Uvrščena je bila na seznam svetovne dediščine UNESCA od leta 1985. "Tisočletna vrtnica" je znana po 1000 let starem navadnem šipku, ki naj bi bil najstarejša rastoča vrtnica na svetu. Še naprej uspeva na steni apside stolnice.
  - Stolnični muzej: stolnični zaklad.
- Cerkev svetega Mihaela (Unescov seznam svetovne dediščine) - zgodnje romanska cerkev in primer otonske arhitekture. Zgrajena je bila med 1010 do 1022.
- Cerkev svetega Andreja, gotska cerkev iz 12. stoletja z najvišjim cerkvenim zvonikom (114,5 m) na Spodnjem Saškem. Nasproti cerkve stoji pollesena hiša Umgestülpter Zuckerhut ('narobe obrnjena sladkorna štruca') iz leta 1509.
- Muzej Roemer-und-Pelizaeus z zbirkami iz starodavnega Egipta in Peruja ter posebne razstave.
- Kreuzkirche (cerkev sv. Križa) je bila prvotno del srednjeveških utrdb. Okrog leta 1079 je bila preurejena v cerkev, ki je bila leta 1945 hudo poškodovana in po vojni obnovljena.
- Romanska manjša bazilika svetega Gotarda, zgrajena 1133–1172, ki naj bi se v bližnji prihodnosti uvrstila na Unescov seznam svetovne dediščine. Nasproti cerkve stoji Kapela svetega Nikolaja, nekdanja župnijska cerkev, zgrajena v romanskem slogu v 12. stoletju in preurejena v stanovanjsko zgradbo po letu 1803 in Bolnišnica petih ran, ki je velika pollesena hiša iz leta 1770 s piramidasto streho.

- Pollesene hiše na ulici Lappenberg
- Stolp Kehrwiederturm (14. st.)
- Samostan Marienrode
- Renesančno okno na ulici Alter Markt
- Reka Innerste in cerkev svete Magdalene

## Pobratena mesta
Hildesheim je pobraten z:
| - Angoulême, Nouvelle-Aquitaine, Francija od 1965 - Al Minya, Egipt od 1975 - Weston-super-Mare, North Somerset, Anglija, Združeno kraljestvo od 1983 - Padang, Indonezija, od 1988 | - Halle, Saxony-Anhalt, Nemčija, od 1990 - Gelendzhik, Krasnodar Krai, Rusija od 1992 - North Somerset, Anglija, Združeno kraljestvo, od 1997 - Pavia, Lombardija, Italija od 2000 |